# Ermida de Nossa Senhora da Orada (Albufeira)
A Ermida de Nossa Senhora da Orada é um templo religioso católico localizado na atual freguesia de Albufeira e Olhos de Água, no município de Albufeira, distrito de Faro, em Portugal.
Antigamente designada por ermida, a capela é atualmente classificada pela Diocese do Algarve como santuário mariano.

## Convento de Nossa Senhora da Orada
A ermida terá feito parte do Convento de Nossa Senhora da Orada (ou, simplesmente, Convento da Orada).
Este convento, assim como a respectiva capela, foi construído num vale outrora deserto e foi sempre alvo particular da devoção de muitos pescadores locais que ofereciam inúmeros ex-votos a Nossa Senhora (os quais podem ser ainda encontrados na capela e testemunham os milagres ocorridos). No adro da capela do Convento de Nossa Senhora da Orada encontram-se dois túmulos: o de Frei Francisco António da Silva Cabrita, religioso da Ordem de São Bento de Avis, e o de Francisco Correia d'Ataíde Cabrita, importante figura da cidade que participou nas lutas constitucionais do século XIX.